# Georges Daudet
Georges Daudet, né le 11 mars 1902 à Chaillac dans le département de l'Indre et mort le 17 novembre 1958 à Sion dans le canton du Valais, en Suisse, était un journaliste et propagandiste anticommuniste français, qui a dirigé plusieurs journaux collaborationnistes pendant l'Occupation, notamment le quotidien La France Socialiste. Inculpé d’intelligence avec l’ennemi à la Libération, il se réfugie en Suisse. Condamné à mort par contumace en 1947, il meurt en exil.

## Biographie
Dès sa jeunesse, Daudet adhère à des organisations de type fasciste. Il est membre du mouvement Le Faisceau de Georges Valois, puis il adhère au Parti Social National de Jean Hennessy. Plus tard, il s’initie au journalisme en collaborant au quotidien La Victoire de Gustave Hervé ainsi qu’à La Voix de l’Est Parisien. Membre d’une Ligue Internationale Anti-Communiste, il est candidat républicain indépendant en 1936, à l'élection municipale partielle du quartier du Mail à Paris et aux élections législatives du 26 avril 1936, dans la circonscription du deuxième arrondissement de Paris. En mai 1938, il crée la Confédération Nationale des Comités de Salut Public dont l'organe, Forces Françaises, est qualifié d'instrument de propagande nazie par le quotidien communiste L'Humanité. Sous les pseudonymes de Delhaume, Davedet ou Davdet, il justifie la politique étrangère du Troisième Reich, milite pour le rapprochement franco-allemand et condamne la Grande-Bretagne et l'Union soviétique. Suspecté d'entretenir des liens avec l'Allemagne, il est visé par une enquête policière qui constate l'opacité de ses ressources financières ; le parquet de la Cour d'Appel de Paris se dessaisit du dossier au profit de l'Autorité Militaire à la suite de la déclaration de guerre.
Après l'armistice, démobilisé, Daudet est chargé par Pierre Laval de prendre le contrôle du quotidien collaborationniste antisémite La France au travail, lancé le 30 juin 1940 par Otto Abetz, qui ne parvient pas à atteindre l'audience espérée auprès de la classe ouvrière. Engagée sous sa direction dès le mois de décembre 1940, l'entreprise de redressement du journal échoue. Le titre disparaît le 25 octobre 1941 en dépit de la mise à l'écart de Georges Oltramare, dit Charles Dieudonné depuis le 16 juillet 1941. Le lancement d'un nouveau quotidien de gauche collaborationniste, plus modéré, est alors planifié et aboutit le 10 novembre 1941 à la sortie du premier numéro de La France Socialiste. Sous le contrôle conjoint de Laval et des services de l’ambassade d’Allemagne, Daudet en est le véritable patron,,, mais n'y signe qu'un seul article célébrant l'arrivée d'Hubert Lagardelle au poste de rédacteur en chef.
Jusqu'à la Libération, Daudet participe au développement du groupe de presse allemand Hibbelen. Par l'intermédiaire de la Société populaire d'éditions et d'impressions, dont il est gérant, il prend le contrôle le 15 novembre 1942 du quotidien néo-socialiste collaborationniste L'Effort publié à Lyon. À ce titre, il est condamné par contumace à cinq ans de prison pour « activité antinationale » par la Cour de Justice de Lyon le 4 août 1947.
Il est membre du Comité d’honneur du Cercle européen, « Centre français de Collaboration économique et culturelle européenne », et participe le 7 mars 1944 à une réception organisée en l’honneur de Léon Degrelle.
À la Libération, Daudet se cache chez des amis, notamment chez l’éditeur résistant Georges Ventillard, puis s'engage dans la Légion étrangère en février 1945. Sous les ordres du futur général André Lalande, qui interviendra en sa faveur auprès de la Cour de Justice de la Seine, il participe à la Bataille d'Alsace. Refusant d’échanger son impunité contre un témoignage à charge à l’encontre de Laval, il obtient des certificats de bonne conduite d'un militant communiste, secrétaire de rédaction à l'Humanité, Pierre Camus, et d'un associé d'Edgar Bernheim, Georges Leclerc. En mars 1947, il devient gérant d'hôtels à Marseille sous son pseudonyme de légionnaire, Georges Maleine. Informé d'une citation à comparaître devant la Cour de Justice de Paris le 5 septembre 1947, il fuit en Suisse, près de Genève, le 15 septembre 1947 et prend contact avec Jean Jardin pour organiser son séjour. Arrivé le 24 septembre 1947 dans le Valais, il est auditionné par la police suisse qui, dans un premier temps, s'intéresse à lui comme éventuel témoin à charge dans le procès Oltramare, puis exige son départ du territoire helvétique, avant de tolérer sa présence compte tenu de sa condamnation à mort le 19 novembre 1947.
Bénéficiant de quelques appuis locaux, notamment de Roger Bonvin, futur conseiller fédéral, Daudet trouve rapidement un emploi de manœuvre, puis de représentant de commerce, avant de créer la maison Valgros S.A. à Sierre.
Pendant son séjour en Suisse, Daudet s'abstient de toute activité journalistique et politique, à l'exception d'une commande de cartes de condoléances lors du décès de Philippe Pétain.
Atteint d'un cancer, il meurt le 17 novembre 1958.